# Johannes Schaaf
Johannes Schaaf (Stuttgart, 7 april 1933 – Murnau am Staffelsee, 1 november 2019) was een Duits regisseur en acteur.
Schaaf studeerde medicijnen in Tübingen en Berlijn, maar werd in de jaren 50 acteur en regieassistent aan het Schauspielhaus Stuttgart. Hierna werkte hij in Ulm en vanaf 1962 in Bremen als regisseur. Vanaf 1964 hield Schaaf zich bezig met het regisseren van televisiefilms. Zijn debuut in de bioscoop kwam in 1967 met de speelfilm Tätowierung, die bekroond werd met de Filmband in Gold. Ook de film Trotta (1972) viel in de prijzen.
In de jaren 70 keerde Schaaf weer terug naar het regiewerk in het theater. Vanaf 1976 was hij verbonden aan de Salzburger Festspiele. Midden jaren 80 ging Schaaf zich richten op het regisseren van opera's. Hij regisseerde onder andere Idomeneo voor het Royal Opera House Covent Garden en Boris Godoenov voor de Bayerische Staatsoper.

## Filmografie
- 1960: Aufruhr (tv; acteur)
- 1960: Terror in der Waage (tv; acteur)
- 1961: Die Nashörner (tv; acteur)
- 1961: Zwischen den Zügen (tv; acteur)
- 1961: Unsere kleine Stadt (tv; acteur)
- 1962: Die Feuertreppe (tv; acteur)
- 1963: Ein ungebetener Gast (tv; regie)
- 1964: Hotel Iphigenie (tv; regie)
- 1965: Im Schatten einer Großstadt (tv; regie)
- 1965: Die Gegenprobe (tv; regie)
- 1966: Große Liebe (tv; regie)
- 1965: Der Mann aus dem Bootshaus (tv; regie)
- 1967: Alle Jahre wieder (alleen acteur)
- 1967: Tätowierung (regie; scenario met Günter Herburger)
- 1970: Erste Liebe (acteur)
- 1971: Trotta (regie, produktie, scenario, acteur)
- 1971: Das falsche Gewicht (acteur)
- 1971: Jaider – der einsame Jäger (tv; acteur)
- 1973: Traumstadt (regie; scenario met Rosemarie Fendel)
- 1973: Im Reservat (tv; acteur)
- 1975: Der Kommissar – Der Mord an Dr. Winter (regie)
- 1975: Der Kommissar – Sturz aus großer Höhe (acteur)
- 1975: Der Kommissar – Der Held des Tages (acteur)
- 1975: John Glückstadt (acteur)
- 1976: Der Alte – Die Dienstreise (pilotaflevering, regie & cameo)
- 1978: Polizeiinspektion 1 – Die große Oper (alleen acteur)
- 1978: Der Alte – Der Pelikan (regie)
- 1984: Wenn ich mich fürchte (alleen acteur)
- 1986: Momo (regie)